# Jaguarão (kommun)
Jaguarão är en kommun i Brasilien.   Den ligger i delstaten Rio Grande do Sul, i den södra delen av landet, 1 900 km söder om huvudstaden Brasília. Antalet invånare är 27 942.
Följande samhällen finns i Jaguarão:
- Jaguarão

Trakten runt Jaguarão består i huvudsak av gräsmarker. Runt Jaguarão är det glesbefolkat, med 15 invånare per kvadratkilometer.